# Mario Sports Mix
Mario Sports Mix (マリオスポーツミックス Mario Supōtsu Mikkusu) är ett spel till Nintendo Wii. Det presenterades under E3 2010 och släpptes i Japan den 25 november 2010. I övriga världen kom det att släppas under januari och februari 2011. Spelet innehåller sporterna ishockey, basket, spökboll och volleyboll. Precis som i Mario Slam Basketball är även karaktärer från Final Fantasy-serien spelbara.

## Karaktärer
Rubrikerna är karaktärernas specialitet.

### All Around
- Mario
- Luigi
- Yoshi
- Ninja
- Mii

### Technique (tekniska)
- Peach
- Daisy
- Waluigi
- White Mage

### Speed (fart)
- Toad
- Diddy Kong
- Bowser Jr.

### Power (kraft)
- Wario
- Donkey Kong
- Bowser

### Tricky (knep)
- Black Mage
- Moogle
- Cactuar

### Ej spelbara
- Shy Guy
- Blue Shy Guy
- Koopa Troopa
- Petey Piranha
- Lakitu
- Piantas
- Toads
- Yoshis
- Birdos
- Boos
- Penguin